# Carl Robert Eklund
Carl Robert Eklund (* 27. Januar 1909 in Tomahawk, Wisconsin; † 3. November 1962 in Philadelphia) war ein US-amerikanischer Ornithologe und Geograph in den Polarregionen von Nord- und Südpol. Er war der erste Wissenschaftliche Leiter auf der Wilkes-Station in Antarktika.

## Leben
Eklund wurde 1909 in Tomahawk im US-Bundesstaat Wisconsin als Sohn eines schwedischen Immigranten geboren. Sein Bruder war der Journalist Laurence C. Eklund. Er besuchte die University of Wisconsin und erhielt seinen B.A. 1932 am Carleton College. Seinen Master of Science machte 1938 am Oregon State College. 1959 verlieh ihm die University of Maryland den Ph.D. in Zoologie und Geographie. Im Zweiten Weltkrieg diente er in der U.S. Army Air Force mit dem Dienstgrad eines Majors.
Er war Ornithologe auf der East Base während der United States Antarctic Service Expedition (1939–1941). Dies war die erste von der amerikanischen Regierung finanzierte Expedition nach Antarktika der neueren Zeit und die dritte unter Richard E. Byrds Kommando. Neben einer Sammlung von tierischem Leben im Auftrag der Abteilung „Fish and Wildlife Service“ im Innenministerium machte Eklund als Begleiter von Finn Ronne eine der längsten Hundeschlittentouren der Geschichte. Die Inseln, die in der Nähe des Umkehrpunktes der Tour gesichtet wurden, wurden nach ihm Eklund-Inseln benannt.

## Veröffentlichungen
- Carl R. Eklund: Distribution and Life History Studies of the South-Polar Skua. In: Bird-Banding. Band 32, Nr. 4. Wiley on behalf of Association of Field Ornithologists, S. 187–223, JSTOR:4510894.